# The Visual Encyclopedia of Science Fiction
The Visual Encyclopedia of Science Fiction (Enciclopedia vizuală a științifico-fantasticului) este o colecție ilustrată de eseuri bibliografice despre istoria științifico-fantastic și alte subiecte legate de acest domeniu. A fost editată de bibliograful Brian Ash și publicată în 1977 de Pan Books în Regatul Unit și de Harmony/Crown Books în Statele Unite.

## Prezentare
Cartea Enciclopedia vizuală începe cu o cronologie paralelă a evenimentelor semnificative din domeniul povestirilor științifico-fantastice, reviste, romane, filme, emisiuni de radio și de televiziune din perioada 1805 - 1976.  Secțiunile tematice ale cărții conțin introduceri ale autorilor de științifico-fantastic și bibliografii extinse ale lucrărilor științifico-fantastice pentru fiecare temă. Conține eseuri extinse despre domeniul științifico-fantastic, denumite "Deep Probes". Capitolele sunt numerotate în stilul manualului tehnic. Ilustrațiile în special prezintă coperțile unor cărți și reviste, dar și ilustrații interioare din reviste, inclusiv o serie de ilustrații ale lui Virgil Finlay, printre altele.

## Primire
Cartea a avut recenzii pozitive în domeniul literaturii pentru copii, inclusiv de la Asociația Americană a Bibliotecilor. Recenziile privind domeniul științifico-fantastic au fost mai puțin entuziasmate:
„O carte frumoasă, ilustrată în culori, dar care nu poate fi considerată o lucrare de referință pentru persoanele interesate de anumiți scriitori; și a fost catalogată ca o carte de pe masă folosită pentru a pune cafeaua pe ea.”—Peter Nicholls,  "Brian Ash" în The Encyclopedia of Science Fiction'
„ "Enciclopedia vizuală" este o lucrare superficială, dar cu valori de comoditate pe care chiar și o lucrare de referință superficială le poate avea.”—R.D. Mullen, 'Science Fiction Studies #15, Vol. 5, Partea a 2-a, iulie 1978

## Legături eterne
- "Science Fiction Studies #15, Vol. 5, Part 2, July 1978", DePauw University